# Erik Baška
Erik Baška (* 12. Januar 1994 in Dohňany) ist ein ehemaliger slowakischer Radrennfahrer, der sich auf den Straßenradsport spezialisiert hat.

## Karriere
Erik Baška ging im Alter von 18 Jahren zu Dukla Trencin Trek. Im Jahr darauf wurde er slowakischer Meister im Einzelzeitfahren der U23. Diesen Erfolg wiederholte er 2015. 2014 siegte Baska bei kleineren Radrennen in Osteuropa. 2015 siegte er im Eintagesrennen Puchar Ministra Obrony Narodowej.
Bei den UEC-Straßen-Europameisterschaften der Junioren/U23 2015 siegte er und war somit Europameister der U23-Klasse im Straßenrennen. Zuvor gewann jeweils einen Etappensieg bei der Tour de Berlin und beim Carpathian Couriers Race.
2016 ging er zum UCI WorldTeam Tinkoff.  Im März 2016 errang er den Sieg beim belgischen Eintagesrennen Handzame Classic.  2017 wechselte er zu Bora-hansgrohe. 2018 wurde er bei der Trofeo Palma Zweiter im Massensprint hinter John Degenkolb.
Nach fünf Jahren beim deutschen Team Bora-hansgrohe kehrte er zur Saison 2022 zu seinen ersten Profi-Team zurück, welches nun unter dem Namen Dukla Banska Bystrica aktiv war, und ließ seine Karriere ausklingen. Sein letztes internationales Rennen absolvierte er bei den UEC-Straßen-Europameisterschaften 2022, welche im Rahmen der European Championships 2022 in München ausgetragen wurde. Das am 14. August 2022 ausgetragene Straßenrennen beendete er dabei nicht.

## Erfolge
2013
- Slowakischer Meister – Einzelzeitfahren (U23)

2014
- Visegrád 4 Bicycle Race – GP Polski
- Central-European Tour Košice-Miskolc
- Central-European Tour Isaszeg-Budapest

2015
- Europameister – Straßenrennen (U23)
- Slowakischer Meister – Straßenrennen (U23)
- Slowakischer Meister – Einzelzeitfahren (U23)
- eine Etappe Carpathian Couriers Race
- eine Etappe Tour de Berlin
- Puchar Ministra Obrony Narodowej

2016
- Handzame Classic
- Mannschaftszeitfahren Kroatien-Rundfahrt

2018
- Mannschaftszeitfahren Czech Cycling Tour
- eine Etappe Czech Tour

2019
- Nationale Meisterschaften – Straßenrennen
- Bester Slowake Slowakei-Rundfahrt

2020
- Nationale Meisterschaften – Straßenrennen